# Cuba aux Jeux olympiques d'été de 2008

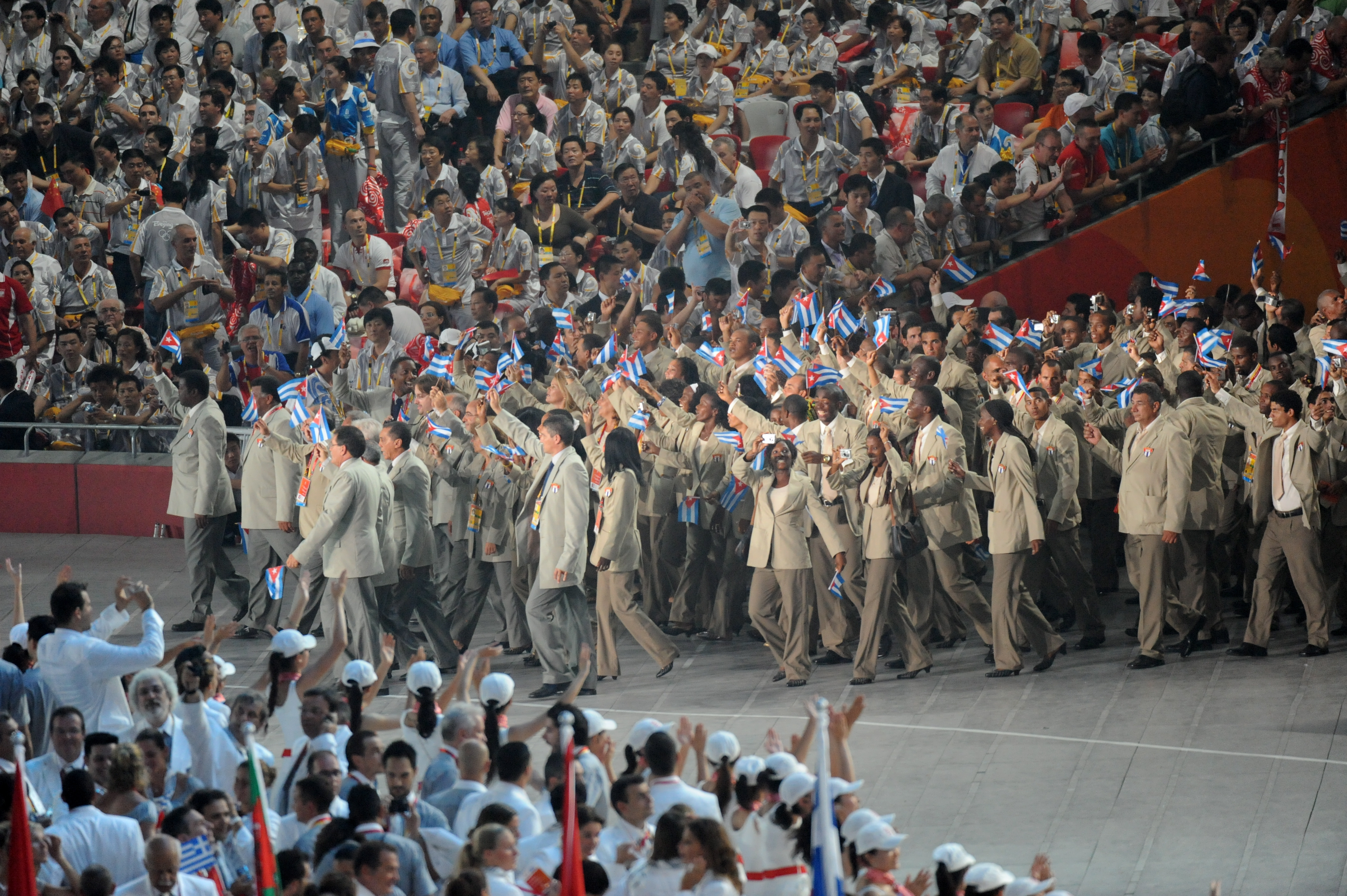
La délégation cubaine lors de la cérémonie d'ouverture.

Cuba a participé aux Jeux olympiques d'été de 2008 à Pékin, du 8 au 24 août 2008 et ramené 24 médailles, dont seulement deux en or. Malgré un total inférieur de seulement trois récompenses par rapport aux J.O. de 2004, la délégation cubaine chute de la 11e à la 27e place au tableau des médailles. Elle a notamment souffert de l'échec de ses boxeurs qui n'ont pas remporté un seul titre, contre cinq en 2004.

## Liste des médaillés cubains

### Médailles d'or
| Sport               | Discipline            | Sportifs      | Performance |
| Médailles d'or : 3  |                       |               |             |
| Lutte gréco-romaine | Moins de 120 kg (H)   | Mijain Lopez  |             |
| Athlétisme          | 110 mètres haies (H)  | Dayron Robles | 12 s 93     |
| Athlétisme          | lancer du marteau (F) | Yipsi Moreno  | 75,20 m     |

### Médailles d'argent
| Sport                   | Discipline            | Sportifs                   | Performance |
| Médailles d'argent : 10 |                       |                            |             |
| Athlétisme              | Lancer du poids (F)   | Misleydis Gonzalez         | 19,50 m     |
| Baseball                |                       | Équipe de Cuba de baseball |             |
| Cyclisme sur piste      | Course aux points (F) | Yoanka González            |             |
| Judo                    | Moins de 48 kg (F)    | Yanet Bermoy               |             |
| Judo                    | Moins de 70 kg (F)    | Anaysi Hernandez           |             |
| Judo                    | Moins de 78 kg (F)    | Yalennis Castillo          |             |
| Boxe                    | Mouche                | Andry Laffita Hernandez    |             |
| Boxe                    | Coq                   | Yankiel Leon               |             |
| Boxe                    | Mi-moyen              | Carlos Banteaux            |             |
| Boxe                    | Moyen                 | Emilio Correa Bayeaux      |             |

### Médailles de bronze
| Sport                    | Discipline                    | Sportifs                   | Performance                    |
| Médailles de bronze : 17 |                               |                            |                                |
| Athlétisme               | Saut en longueur (H)          | Ibrahim Camejo             | 8,20 m                         |
| Athlétisme               | Triple saut (F)               | Yargelis Savigne           | 15,05 m                        |
| Athlétisme               | Décathlon (H)                 | Leonel Suárez              | 8 527 points (record national) |
| Judo                     | Moins de 66 kg (H)            | Yordanis Arencibia         |                                |
| Judo                     | Plus de 100 kg (H)            | Óscar Brayson              |                                |
| Judo                     | Plus de 78 kg (F)             | Idalys Ortiz               |                                |
| Tir                      | Carabine 50 m 3 positions (F) | Eglis Yaima Cruz Farfan    | 687,6 pts                      |
| Taekwondo                | Moins de 49 kg (F)            | Daynellis Montejo          |                                |
| Boxe                     | Mi-mouche                     | Yampier Hernández          |                                |
| Boxe                     | Léger                         | Yordenis Ugas              |                                |
| Boxe                     | Super-léger                   | Rosniel Iglesias Sotolongo |                                |
| Boxe                     | Lourd                         | Osmay Acosta Duarte        |                                |
| Haltérophilie            | 69 kg                         | Yordanis Borrero           |                                |
| Haltérophilie            | 85 kg                         | Jadier Valladares          |                                |
| Haltérophilie            | 94 kg                         | Yoandry Hernández          |                                |
| Lutte                    | 96 kg                         | Michel Batista             |                                |
| Lutte                    | 120 kg                        | Disney Rodriguez           |                                |

## Athlètes engagés

### Athlétisme
- 110 m haies masculin : Dayron Robles

#### Hommes
| Épreuve               | Athlète            | Séries      | Séries | Quarts de finale | Quarts de finale | Demi-finales | Demi-finales | Finale      | Finale             |
| Épreuve               | Athlète            | Résultat    | Rang   | Résultat         | Rang             | Résultat     | Rang         | Résultat    | Rang               |
| --------------------- | ------------------ | ----------- | ------ | ---------------- | ---------------- | ------------ | ------------ | ----------- | ------------------ |
| 100 mètres            | Henry Vizcaíno     | 10.28       | 4e Q   | 10.33            | 5e               | -            | -            | -           | -                  |
| 400 mètres            | William Collazo    | 45.37       | 3e Q   | NC               | NC               | 45.06        | 6e           | -           | -                  |
| 800 mètres            | Andy González      | 1min 46.59  | 4e     | -                | -                | -            | -            | -           | -                  |
| 800 mètres            | Yeimer Lopez       | 1 min 45.66 | 1er Q  | NC               | NC               | 1 min 46.40  | 2e Q         | 1 min 45.88 | 6e                 |
| 110 mètres haies      | Dayron Robles      | 13.39       | 1er Q  | 13.19            | 1er Q            | 13.12        | 1er Q        | 12.93       | Médaille d'or      |
| Relais 4 × 400 mètres | Yunier Pérez       | 3 min 02.24 | 7e     | -                | -                | -            | -            | -           | -                  |
| Relais 4 × 400 mètres | Yunior Díaz        | 3 min 02.24 | 7e     | -                | -                | -            | -            | -           | -                  |
| Relais 4 × 400 mètres | William Collazo    | 3 min 02.24 | 7e     | -                | -                | -            | -            | -           | -                  |
| Relais 4 × 400 mètres | Omar Cisneros      | 3 min 02.24 | 7e     | -                | -                | -            | -            | -           | -                  |
| Saut en longueur      | Wilfredo Martínez  | 8,07m       | 2e Q   | NC               | NC               | NC           | NC           | DQ          | /                  |
| Saut en longueur      | Ibrahim Camejo     | 8,23m       | 2e Q   | NC               | NC               | NC           | NC           | 8,20m       | Médaille de bronze |
| Triple saut           | Alexis Copello     | 17,09m      | 8e     | -                | -                | -            | -            | -           | -                  |
| Triple saut           | Héctor Fuentes     | 17,14m      | 4e Q   | NC               | NC               | NC           | NC           | 16,28m      | 12e                |
| Triple saut           | Arnie David Giralt | 17,30m      | 3e Q   | NC               | NC               | NC           | NC           | 17,52m      | 4e                 |
| Saut à la perche      | Lázaro Borges      | /           | /      | -                | -                | -            | -            | -           | -                  |
| Lancer du poids       | Alexis Paumier     | NM          | /      | -                | -                | -            | -            | -           | -                  |
| Lancer du poids       | Reynaldo Proenza   | 19,20m      | 17e    | -                | -                | -            | -            | -           | -                  |
| Lancer du poids       | Carlos Véliz       | 19,58m      | 12e    | -                | -                | -            | -            | -           | -                  |
| Lancer du disque      | Jorge Fernández    | 59,60m      | 15e    | -                | -                | -            | -            | -           | -                  |
| Lancer du javelot     | Anier Boué         | 71,85m      | 15e    | -                | -                | -            | -            | -           | -                  |
| Décathlon             | Yordani García     | NC          | NC     | NC               | NC               | NC           | NC           | 7992 PTS    | 15e                |
| Décathlon             | Leonel Suárez      | NC          | NC     | NC               | NC               | NC           | NC           | 8257 PTS    | Médaille de bronze |

#### Femmes
| Épreuve               | Athlète             | Séries      | Séries | Quarts de finale | Quarts de finale | Demi-finales | Demi-finales | Finale      | Finale             |
| Épreuve               | Athlète             | Résultat    | Rang   | Résultat         | Rang             | Résultat     | Rang         | Résultat    | Rang               |
| --------------------- | ------------------- | ----------- | ------ | ---------------- | ---------------- | ------------ | ------------ | ----------- | ------------------ |
| 100 mètres            | Virgen Benavides    | 11.45       | 3e Q   | 11.40            | 5e               | -            | -            | -           | -                  |
| 200 mètres            | Roxana Díaz         | 23.09       | 3e Q   | 22.98            | 4e Q             | 23.12        | 8e           | -           | -                  |
| 400 mètres            | Indira Terrero      | 51.56       | 4e Q   | NC               | NC               | 51.80        | 6e           | -           | -                  |
| 800 mètres            | Zulia Calatayud     | 2 min 00.34 | 1er Q  | NC               | NC               | 1 min 58.78  | 4e           | -           | -                  |
| 100 mètres haies      | Yenima Arencibia    | 13.43       | 6e     | -                | -                | -            | -            | -           | -                  |
| 100 mètres haies      | Anay Tejeda         | 12.84       | 2e Q   | NC               | NC               | Ab.          | /            | -           | -                  |
| Relais 4 × 400 mètres | Roxana Díaz         | 3 min 25.46 | 2e Q   | NC               | NC               | NC           | NC           | 3 min 23.21 | 4e                 |
| Relais 4 × 400 mètres | Zulia Calatayud     | 3 min 25.46 | 2e Q   | NC               | NC               | NC           | NC           | 3 min 23.21 | 4e                 |
| Relais 4 × 400 mètres | Susana Clement      | 3 min 25.46 | 2e Q   | NC               | NC               | NC           | NC           | 3 min 23.21 | 4e                 |
| Relais 4 × 400 mètres | Indira Terrero      | 3 min 25.46 | 2e Q   | NC               | NC               | NC           | NC           | 3 min 23.21 | 4e                 |
| Saut en longueur      | Yargelis Savigne    | 6,49m       | 10e    | -                | -                | -            | -            | -           | -                  |
| Triple saut           | Yarianna Martínez   | 13,96m      | 9e     | -                | -                | -            | -            | -           | -                  |
| Triple saut           | Mabel Gay           | 14,09m      | 8e     | -                | -                | -            | -            | -           | -                  |
| Triple saut           | Yargelis Savigne    | 14,99m      | 1er Q  | NC               | NC               | NC           | NC           | 15,05m      | Médaille de bronze |
| Saut à la perche      | Yarisley Silva      | 4,15m       | 13e    | -                | -                | -            | -            | -           | -                  |
| Lancer du poids       | Yumileidi Cumbá     | 17,60m      | 9e     | -                | -                | -            | -            | -           | -                  |
| Lancer du poids       | Misleydis González  | 18,91m      | 5e Q   | NC               | NC               | NC           | NC           | 19,50m      | Médaille d'argent  |
| Lancer du poids       | Mailin Vargas       | 18,47m      | 8e Q   | NC               | NC               | NC           | NC           | 18,28m      | 8e                 |
| Lancer du disque      | Yania Ferrales      | 59,87m      | 7e     | -                | -                | -            | -            | -           | -                  |
| Lancer du disque      | Yarelys Barrios     | 62,23m      | 3e Q   | NC               | NC               | NC           | NC           | DSQ         | /                  |
| Lancer du marteau     | Yunaika Crawford    | 66,16m      | 16e    | -                | -                | -            | -            | -           | -                  |
| Lancer du marteau     | Arasay Thondike     | 68,74m      | 7e     | -                | -                | -            | -            | -           | -                  |
| Lancer du marteau     | Yipsi Moreno        | 73,92m      | 1er Q  | NC               | NC               | NC           | NC           | 75,20m      | Médaille d'or      |
| Lancer du javelot     | Yanet Cruz          | 58,06m      | 8e     | -                | -                | -            | -            | -           | -                  |
| Lancer du javelot     | Olisdeilys Menéndez | 60,51m      | 6e Q   | NC               | NC               | NC           | NC           | 63,35m      | 5e                 |
| Heptathlon            | Gretchen Quintana   | NC          | NC     | NC               | NC               | NC           | NC           | 5830pts     | 27e                |

### Aviron
| Athlète(s)     | Compétition                 | Série         | Série | Quart de finale | Quart de finale | Demi-finale   | Demi-finale | Finale        | Finale |
| Athlète(s)     | Compétition                 | Temps         | Rang  | Temps           | Rang            | Temps         | Rang        | Temps         | Rang   |
| -------------- | --------------------------- | ------------- | ----- | --------------- | --------------- | ------------- | ----------- | ------------- | ------ |
| Equipe de Cuba | Quatre de couple            | 5 min 44 s 68 | 4e    | 6 min 03 s 56   | 2e              | 6 min 04 s 99 | 6e          | -             | -      |
| Eyder Batista  | Deux de couple poids légers | 6 min 19 s 36 | 4e    | 6 min 40 s 15   | 2e              | 6 min 33 s 60 | 3e          | 6 min 19 s 96 | 6e     |
| Yunier Pérez   | Deux de couple poids légers | 6 min 19 s 36 | 4e    | 6 min 40 s 15   | 2e              | 6 min 33 s 60 | 3e          | 6 min 19 s 96 | 6e     |

### Tir à l'arc
- compétition individuelle : Juan Carlos Stevens

### baseball
L'équipe de Cuba s'incline d'un rien en finale de la compétition de baseball face à la Corée du Sud (2-3). 
| Épreuve          | Phase de groupes    | Phase de groupes    | Phase de groupes        | Phase de groupes    | Phase de groupes       | Phase de groupes         | Phase de groupes    | Demi-finale              | Finale / MB              | Rang              |
| Épreuve          | Adversaire Résultat | Adversaire Résultat | Adversaire Résultat     | Adversaire Résultat | Adversaire Résultat    | Adversaire Résultat      | Adversaire Résultat | Adversaire Résultat      | Adversaire Résultat      | Rang              |
| ---------------- | ------------------- | ------------------- | ----------------------- | ------------------- | ---------------------- | ------------------------ | ------------------- | ------------------------ | ------------------------ | ----------------- |
| Tournoi masculin | Japon Victoire 4-2  | Canada Victoire 7-6 | États-Unis Victoire 5-4 | Taïwan Victoire 1-0 | Pays-Bas Victoire 14-3 | Corée du Sud Défaite 4-7 | Chine Victoire 17-1 | États-Unis Victoire 10-2 | Corée du Sud Défaite 2-3 | Médaille d'argent |

### Boxe
Cuba a qualifié dix boxeurs dans le tournoi olympique de boxe, mais si huit d'entre eux obtiennent une médaille, la délégation est repartie sans la moindre médaille d'or pour la première fois depuis les 1988, les quatre finalistes étant tous battus par des juges corrompus.
- Yampier Hernández (mi-mouche)
- Andry Laffita Hernandez (mouche)
- Yankiel Leon Alarcon (coq)
- Idel Torriente (plume)
- Yordenis Ugas (léger)
- Rosniel Iglesias Sotolongo (super-léger)
- Carlos Banteaux Suarez (mi-moyen)
- Emilio Correa Bayeaux (moyen)
- Osmay Acosta Duarte (lourd)
- Robert Alfonso (super-lourd)

| Athlète           | Catégorie                  | 16e de finale          | 8e de finale                | Quart de finale         | Demi-finale              | Finale                   |
| Athlète           | Catégorie                  | Adversaire Résultat    | Adversaire Résultat         | Adversaire Résultat     | Adversaire Résultat      | Adversaire Résultat      |
| ----------------- | -------------------------- | ---------------------- | --------------------------- | ----------------------- | ------------------------ | ------------------------ |
| Yampier Hernández | Poids mi-mouches (-48kg)   | Dostiev Victoire 12-1  | Chigayev Victoire 21-3      | Carvalho Victoire 21-6  | Serdamba Défaite 8-8+    | -                        |
| Andry Laffita     | Poids mouches (-51Kg)      | NC                     | Yafai Victoire 9-3          | Arroyo Victoire 11-2    | Balakshin Victoire 9-8   | Jongjohor Défaite 2-8    |
| Yankiel León      | Poids coqs (-54Kg)         | NC                     | Abutalipov Victoire 10-3    | Petchkoom Victoire 10-2 | Julie Victoire 7-5       | Badar-Uugan Défaite 5-16 |
| Idel Torriente    | Poids plumes (-57Kg)       | Dzanie Victoire 11-2   | Zorigtbaatar Victoire 10-9  | ImranovDéfaite 14-16    | -                        | -                        |
| Yordenis Ugás     | Poids légers (-60Kg)       | Kramou Victoire 21-3   | Valentino Victoire 10-2     | Popescu Victoire 11-7   | Sow Défaite 8-15         | -                        |
| Roniel Iglesias   | Poids super-légers (-64Kg) | Smaila Victoire 15-1   | Moussaid Victoire 15-4      | Kovalev Victoire 5-2    | Boonjumnong Défaite 5-10 | -                        |
| Carlos Banteur    | Poids welters (-69Kg)      | NC                     | Saunders Victoire 13-6      | Abdin Victoire 10-2     | Silamu Victoire 17-4     | SarsekbayevDéfaite 9-18  |
| Emilio Correa     | Poids moyens (-75Kg)       | Fletcher Victoire 17-4 | DerevyanchenkoVictoire 18-4 | Rasulov Victoire 9-7    | Singh Victoire 8-5       | Degale Défaite 14-16     |
| Osmay Acosta      | Poids lourd (-91Kg)        | NC                     | Durodola Victoire 11-0      | Pavlidis Victoire 7-4   | Chakhiyev Défaite 5-10   | -                        |
| Robert Alfonso    | Poids super-lourds (+91Kg) | NC                     | Glazkov Défaite 3-5         | -                       | -                        | -                        |

### Canoë et Kayak
Trois céiste et un kayakiste cubains sont qualifiés pour les Jeux olympiques.
| Athlète        | Compétition | Éliminatoires  | Éliminatoires | Demi-finales   | Demi-finales | Finale A       | Finale A |
| Athlète        | Compétition | Temps          | Rang          | Temps          | Rang         | Temps          | Rang     |
| -------------- | ----------- | -------------- | ------------- | -------------- | ------------ | -------------- | -------- |
| Jorge Garcia   | K1 500m     | 1 min 42 s 803 | 7e            | 1 min 49 s 077 | 8e           | -              | -        |
| Jorge Garcia   | K1 1000m    | 3 min 38 s 866 | 7e            | 3 min 41 s 219 | 5e           | -              | -        |
| Aldo Pruna     | C1 500m     | 1 min 51 s 111 | 5e            | 1 min 53 s 809 | 5e           | -              | -        |
| Aldo Pruna     | C1 1000m    | 4 min 02 s 351 | 3e            | 4 min 01 s 745 | 3e           | 3 min 59 s 087 | 9e       |
| Serguey Torres | C2 500m     | 1 min 44 s 155 | 7e            | 1 min 43 s 673 | 5e           | -              | -        |
| Karel Aguilar  | C2 500m     | 1 min 44 s 155 | 7e            | 1 min 43 s 673 | 5e           | -              | -        |
| Serguey Torres | C2 1000m    | 3 min 41 s 171 | 2e            | NC             | NC           | 3 min 48 s 877 | 9e       |
| Karel Aguilar  | C2 1000m    | 3 min 41 s 171 | 2e            | NC             | NC           | 3 min 48 s 877 | 9e       |

### Cyclisme sur piste
- Yoanka González termine deuxième de la course aux points féminine derrière la Néerlandaise Marianne Vos.

### Judo
La délégation cubaine de judo ramène 6 médailles : 3 d'argent, 3 de bronze.
Hommes
- Moins de 66 kg
  - Yordanis Arencibia termine troisième.

- Plus de 100 kg
  - Óscar Brayson termine troisième.

Femmes
- Moins de 48 kg
  - Yanet Bermoy s'incline en finale face à la Roumaine Alina Alexandra Dumitru.

- Moins de 70 kg
  - Anaysi Hernandez s'incline en finale face à la Japonaise Masae Ueno.

- Moins de 78 kg
  - Yalennis Castillo s'incline en finale face à la Chinoise Yang Xiuli.

- Plus de 78 kg
  - Idalys Ortiz termine troisième.

### Tir
- Eliecer Perez Exposito
- Leurir Pupo Requejo
- Eglis Yaima Cruz Farfan